# VervoersManagement Noord-Nederland
VervoersManagement Noord-Nederland (VMNN) is een Nederlands taxibedrijf met de hoofdvestiging in Assen. Het bedrijf heeft als hoofdtaak kleinschalig personenvervoer. De activiteiten vinden plaats in Noord-Drenthe en Haren. De belangrijkste vervoersvormen zijn:
- regiotaxi
- leerlingenvervoer
- gehandicaptenvervoer
- aanvullend openbaar vervoer

VMNN reed een aantal OV-lijnen in de concessie Kleinschalig Vervoer Groningen-Drenthe. Ook reed het taxibedrijf tot 8 april 2018 de Cityline in Assen, die sinds die datum wordt gereden door Connexxion Taxi Services.